# Xosé Henrique Rodríguez Peña
Xosé Henrique Rodríguez Peña (Orense, 25 de octubre de 1942 - Vigo, 13 de agosto de 2006) fue un arquitecto y político español cuyo ámbito de actuación fue Galicia.
Estudió en la Facultad de Ciencias de la Universidad de Santiago de Compostela y se licenció en Arquitectura por la Escuela Técnica Superior de Arquitectura de Madrid, especializándose en la restauración de monumentos. Como arquitecto, sería autor de trabajos sobre arquitectura visigoda y románica, realizando su trabajo de especialización sobre el monasterio de Oseira.
En la década de 1960 participó, sin afiliación política, en el movimiento estudiantil contra la dictadura y se presentó a las elecciones municipales de 1979 en Orense en las listas de Unidade Galega como miembro del Partido Galeguista.
Miembro de Coalición Galega (CG) desde su fundación, ocupó el cargo de secretario del partido en el área de Acción Municipal en 1985. En las elecciones autonómicas gallegas de 1985 fue elegido diputado por esta formación. Dos años después, en enero de 1987, fue impulsor y miembro fundador del Partido Nacionalista Galego (PNG), organización creada como escisión de Coalición Galega. Este nuevo partido fue pieza clave en la moción de censura contra el popular Gerardo Fernández Albor que llevó a la presidencia de la Junta al socialista Fernando González Laxe. En ese gobierno tripartito Xosé Henrique Rodríguez Peña fue nombrado consejero de Pesca.
Sin embargo, en 1989 no salió elegido diputado en el Parlamento de Galicia. A partir de ese momento el PNG, entonces ya Partido Nacionalista Galego-Partido Galeguista (PNG-PG) inició las gestiones para incorporarse al Bloque Nacionalista Galego (BNG). En las elecciones municipales de 1991 salió elegido concejal en la lista del BNG por Orense y se convirtió en portavoz de los nacionalistas en el consistorio.
El 7 de junio de 1992 fue elegido secretario general del Partido Nacionalista Gallego-Partido Galeguista durante la celebración de su IV Congreso. En las elecciones autonómicas de 1993 fue elegido diputado por Orense, revalidando el acta en las de 1997 y de 2001.
Presidió la delegación orensana del Colegio de Arquitectos. Además, fue vicepresidente del Ateneo orensano y miembro del patronato del Museo do Pobo Galego. Murió de cáncer en 2006. A su muerte era miembro del Consejo Nacional del BNG y secretario general del PNG-PG.
- Datos: Q3328287